# 呉竹荘
株式会社呉竹荘（くれたけそう）は、静岡県浜松市中央区に本社を置き、ホテル事業などを展開する企業。

## 概要
傘下のグループは、「呉竹荘グループ」「くれたけホテルチェーン」などと称される。
このうち、くれたけインはいわゆる宿泊特化型のホテルで、比較的リーズナブルな料金で、必要最低限にして充分なサービスを提供しているのが特徴である。
2013年現在、静岡県西部を中心に、グループ全体でホテル・結婚式場7、ビジネスホテル15を東海地方に展開しており、ホテル事業を軸にブライダル事業や外食事業なども手がけている。

### 沿革
1948年(昭和23年)10月に料亭旅館として創業し、1950年(昭和25年)7月に法人化した。
2000年以降、ビジネスホテル事業を中心に、運営する施設を新設するとともに、既存のホテルの経営権を継承する形でグループ傘下の施設数を増やし、経営規模を拡大させた。
2012年には、沼津御用邸記念公園の指定管理者（期間は2013年4月からの3年間）に指定された。
2014年には、掛川城周辺施設の指定管理者に指定された。期間は2023年度末までの10年間。

## グループ傘下のホテル

### 北海道
- くれたけイン旭川：旭川市 - 2016年、旧・ホテルレオパレス旭川をレオパレス21から買収[8]。

### 東京都
- くれたけインプレミアム浜松町：港区 - 旧・スマイルホテル浜松町。2013年11月1日に現名称に変更[9]。
- くれたけイン東京船堀：江戸川区 - 旧・サンネックス船堀。2015年7月1日に現名称に変更[10]。

### 静岡県
- ホテル・ヴィラくれたけ：浜松市
- マリーナヴィラ (The Villa Hamanako)：湖西市 - 2005年、ヤマハ発動機から事業移管[1]。
- くれたけイン・掛川：掛川市 - 構造計算書偽造問題によって2005年から営業休止を余儀なくされ[11][12]、耐震補強工事を経て2008年に営業を再開した[13]。
- くれたけインアクト浜松：浜松市
- くれたけイン浜名湖：湖西市 - 構造計算書偽造問題によって2005年から営業休止を余儀なくされ[11][12]、耐震補強工事を経て2007年に営業を再開した。
- くれたけイン・セントラル浜松：浜松市
- くれたけイン浜松西インター：浜松市
- くれたけインいわた：磐田市
- くれたけイン御前崎：御前崎市
- くれたけイン焼津駅前：焼津市
- くれたけイン菊川インター：菊川市
- くれたけイン富士山：富士市
- 浜名湖弁天リゾート (The Ocean)：浜松市 - 2011年、旧・白砂亭（2010年廃業）の一部を買収[1][14]。
- 掛川グランドホテル：掛川市 - 2009年、掛川ホールディングスより事業譲渡、関連会社のKTSホスピタリティが運営[15]。
- 沼津リバーサイドホテル：沼津市 - 2011年、旧・沼津東急ホテルを買収[1][16]。
- 浜松ステーションホテル：浜松市 - 2013年改称。旧・ミユキステーションホテル浜松を買収[17]。
- 掛川ステーションホテル：掛川市 - 2013年改称。旧・かけがわステーションホテルを買収[18]
- くれたけインプレミアム静岡駅前：静岡市（2014年開業[17]）
- くれたけインプレミアム袋井駅前：袋井市（2020年5月20日開業[19]）

### 愛知県
- エースイン刈谷：刈谷市 - 構造計算書偽造問題によって2005年から営業休止を余儀なくされ[11]、耐震補強工事を経て2006年に営業を再開した。
- ハミルトンホテル レッド：名古屋市 - 2009年買収[1]
- ハミルトンホテル ブラック：名古屋市 - 2009年買収[1]
- 蒲郡クラシックホテル：蒲郡市 - 2012年改称。旧・蒲郡ホテル→旧・蒲郡プリンスホテルをプリンスホテルから買収[20][21]。
- 豊橋ステーションホテル：豊橋市 - 2013年改称。旧・ミユキステーションホテル豊橋を買収[22]。

### 岐阜県
- ホテル呉竹荘高山駅:高山市 - 高山駅西へ徒歩1分、2019年3月オープン。

### 三重県
- エースイン・松阪：松阪市 - 2000年、ニューデパートダイカイ（1989年廃業）跡地に新築開業[23]。

### 石川県
- 金沢国際ホテル：金沢市 -  2014年、浅田屋から買収[24][25]。もともと西洋環境開発が所有していた[25]。

### 広島県
- ホテル呉竹荘 広島大手町：広島市 - 2019年3月15日オープン。

### 岡山県
- くれたけイン岡山：岡山市 - 2016年、旧・ホテルレオパレス岡山をレオパレス21から買収[8]。

### ベトナム
- くれたけイン キンマー132：ハノイ - 2016年5月30日オープン。呉竹荘海外進出第1号のホテル。
- ホテル呉竹荘 トーニュム84 ハノイ：ハノイ - 2017年2月1日オープン。呉竹荘海外進出第2号のホテル。

### インドネシア
- 呉竹荘 サンクレストレジデンスデルタマス：ジャカルタの東約37kmのところにあるデルタマス（Deltamas City）- 2017年8月25日オープン。呉竹荘海外進出第3号かつインドネシア進出第1号のホテル[26]。
- ホテル呉竹荘クマン：ジャカルタ - 2018年12月1日オープン。呉竹荘海外進出第5号かつジャカルタで初となるホテル。南ジャカルタのクマンというところにある。

### 大韓民国
- ホテル呉竹荘仁寺洞：ソウル - 2018年6月1日オープン。地下鉄鍾路3街駅から徒歩約3分のところにある。
- 呉竹荘海外進出第4号かつ韓国進出第1号, 今は傘下のチェーンと系列ではなくなったホテル。
- 呉竹荘のホームページからも消えてしまった。
- 今年9月頃からドーミーインエクスプレス仁寺洞に変わる予定だ。

### タイ王国
- ホテル呉竹荘 タイ シラチャ：シラチャ - 2019年10月1日オープン。スワンナプーム国際空港から車で約1時間のところにある。呉竹荘海外進出第6号かつタイ進出第1号のホテル。